# Pygostyl

Szkielet gołębia z "lemieszokształtnym" pygostylem (nr 17)

Pygostyl (gr. πυγή pygḗ "pośladek, ogon", στῦλος stŷlos "filar, podpórka") – trójkątna kość ogonowa ptaka, powstała ze zrośnięcia kilku ostatnich kręgów ogonowych. Stanowi oparcie dla sterówek.
Struktury morfologicznie identyczne z ptasim pygostylem powstały również u teropodów z grupy owiraptorozaurów – opisano je u rodzajów Nomingia i Similicaudipteryx. Nieobecność pygostyla u wczesnych ptaków, takich jak Archaeopteryx i Jeholornis sugeruje, że struktury takie wyewoluowały co najmniej dwukrotnie niezależnie.